# Tir als Jocs Olímpics d'estiu de 1908 - Pistola lliure, 50 iardes
La competició de pistola lliure a 50 iardes va ser una de les quinze proves de programa de Tir dels Jocs Olímpics de Londres de 1908. Es disputà el 10 de juliol de 1908 i hi van prendre part 43 tiradors procedents de 7 nacions diferents.
Cada tirador disparava seixanta trets des d'una distància de 50 iardes. Cada encert al blanc oscil·lava entre 1 i 10 punts, per a una puntuació total màxima de 600 punts.

## Medallistes
| Or                      | Plata                 | Bronze             |
| Paul Van Asbroeck (BEL) | Réginald Storms (BEL) | James Gorman (USA) |

## Resultats
| Pos. | Tirador                          | Puntuació |
| ---- | -------------------------------- | --------- |
| 1    | Paul Van Asbroeck (BEL)          | 490       |
| 2    | Réginald Storms (BEL)            | 487       |
| 3    | James Gorman (USA)               | 485       |
| 4    | Charles Axtell (USA)             | 480       |
| 5    | Jesse Wallingford (GBR)          | 467       |
| 6    | André Barbillat (FRA)            | 466       |
| 7    | William Ellicott (GBR)           | 458       |
| 8    | Irving Calkins (USA)             | 457       |
| 9    | John Dietz (USA)                 | 455       |
| 10   | André Regaud (FRA)               | 451       |
| 11   | Geoffrey Coles (GBR)             | 449       |
| 12   | Jacob van der Kop (NED)          | 447       |
| 13   | Henry Lynch-Staunton (GBR)       | 443       |
| 14   | William Russell Lane-Joynt (GBR) | 442       |
| 15   | René Englebert (BEL)             | 441       |
| 16   | William Newton (GBR)             | 440       |
| 17   | Léon Moreaux (FRA)               | 438       |
| 18   | Franz-Albert Schartau (SWE)      | 436       |
| 19   | Thomas LeBoutillier (USA)        | 436       |
| 20   | Vilhelm Carlberg (SWE)           | 432       |
| 21   | Reginald Sayre (USA)             | 430       |
| 22   | Jean Depassio (FRA)              | 427       |
| 23   | Charles Wirgman (GBR)            | 425       |
| 24   | Piet ten Bruggen Cate (NED)      | 421       |
| 25   | Frangiskos Mavrommatis (GRE)     | 419       |
| 26   | Alexandros Theofilakis (GRE)     | 409       |
| 27   | Johan Hübner von Holst (SWE)     | 408       |
| 28   | Peter Jones (GBR)                | 407       |
| 29   | Ioannis Theofilakis (GRE)        | 406       |
| 30   | Léon Lécuyer (FRA)               | 401       |
| 31   | James Le Fevre (GBR)             | 399       |
| 32   | Defkalion Rediadis (GRE)         | 397       |
| 33   | Eric Carlberg (SWE)              | 396       |
| 34   | Maurice Robion du Pont (FRA)     | 391       |
| 35   | Otto von Rosen (SWE)             | 386       |
| 36   | Jan de Blécourt (NED)            | 381       |
| 37   | Jacques Pinchart (BEL)           | 372       |
| 38   | Walter W. Winans (USA)           | 368       |
| 39   | Henry Munday (GBR)               | 358       |
| 40   | Gerard van den Bergh (NED)       | 343       |
| 41   | Christiaan Brosch (NED)          | 337       |
| 42   | John Bashford (GBR)              | 329       |
| 43   | Antonie de Gee (NED)             | 226       |